# Bon appetit (尾崎亜美のアルバム)
『Bon appetit』（ボナペティ）は、尾崎亜美のアルバム。

## 解説
- デビュー45周年記念アルバム。
- ジャケット写真の45周年パンは尾崎自身が作ったもの[1]。
- DVDには2020年9月12日に行われた「尾崎亜美コンサート2020 Live at EX THEATER ROPPONGI」の模様を収録。

## 収録曲
- 全作詞・作曲・編曲：尾崎亜美

1. メッセージ 〜It's always in me〜
2. I’m singing a song
  - 江原啓之への提供曲のセルフカバー
3. Jewel
  - 観月ありさへの提供曲のセルフカバー
4. フード ウォーリアー
5. Barrier
6. 月を見つめて哭いた
  - 広瀬倫子への提供曲のセルフカバー
7. 境界線を引いたのは僕だ
  - 宇都宮隆への提供曲のセルフカバー
8. 潮騒
  - 藤田恵美への提供曲のセルフカバー
9. To Shining Shining Days
  - chayへの提供曲のセルフカバー
10. スケッチブック
  - のんへの提供曲のセルフカバー
11. 明和の風 吹きぬける時
  - ボーナストラック、東京都中野区立明和中学校 校歌

### DVD
1. VOICE
2. 純情
3. 手をつないでいて
4. オリビアを聴きながら
5. スープ
6. Smile